# (74046) 1998 HX102
(74046) 1998 HX102 – planetoida z pasa głównego asteroid okrążająca Słońce w ciągu 3,8 lat w średniej odległości 2,44 j.a. Odkryta 25 kwietnia 1998 roku.